# Frontera entre Burkina Faso y Togo
La frontera entre Burkina Faso y Togo es la línea fronteriza en sentido este-oeste, alineada al sentido de los meridianos, que separa el sur de Burkina Faso del norte de Togo en África Occidental, separando las regiones burkinesas del Este y Centro-Este, de la región de las Sabanas en Togo. Tiene 126 km de longitud. Forma un trifinio al oeste entre ambos estados y Ghana y otro al este con Benín.
Esta frontera fue definida en 1956 cuando la parte occidental del antiguo protectorado alemán de Togo fue incorporado a la colonia británica de Costa de Oro y la parte oriental formó Togo Francés hasta que obtuvo su independencia en 1960.